# Nihon Ōdai Ichiran
Nihon Ōdai ichiran (日本王代一覧, Nihon Ōdai Ichiran, Levantamento dos soberanos do Japão) é uma história do Japão e uma crônica dos reinados dos imperadores japoneses. Isso se tornou a primeira história do Japão escrita por historiadores japoneses e publicado no Ocidente.

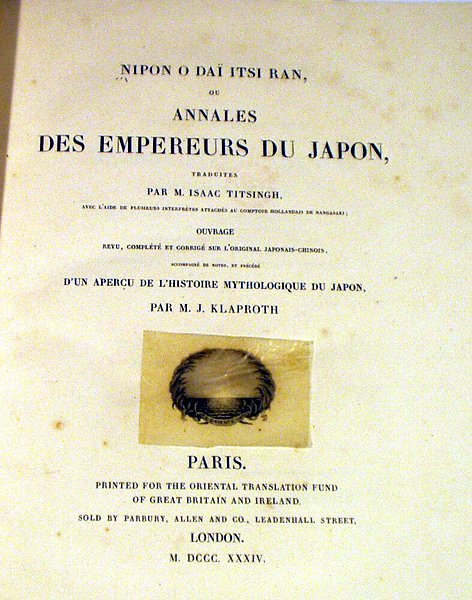
Nihon Ōdai Ichiran, 1834.

Em 1652, este livro foi publicado pela primeira vez no Japão. O patrono da obra foi o daimyo de       Wakasa em Obama.
Em 1803, o livro foi reeditado.  Esta foi uma fonte de referência para os burocratas do Xogunato Tokugawa.
Isaac Titsingh traduziu o livro do japonês para o francês. O livro foi publicado postumamente em Paris em 1834.